# Ernst Berliner (Radsportmanager)

Ernst Berliner mit seiner Mutter Eva nach einem gewonnenen Rennen auf der Stadtwaldbahn Köln (ca. 1920)

Berliner (2. v. r.) bei einem Rennen

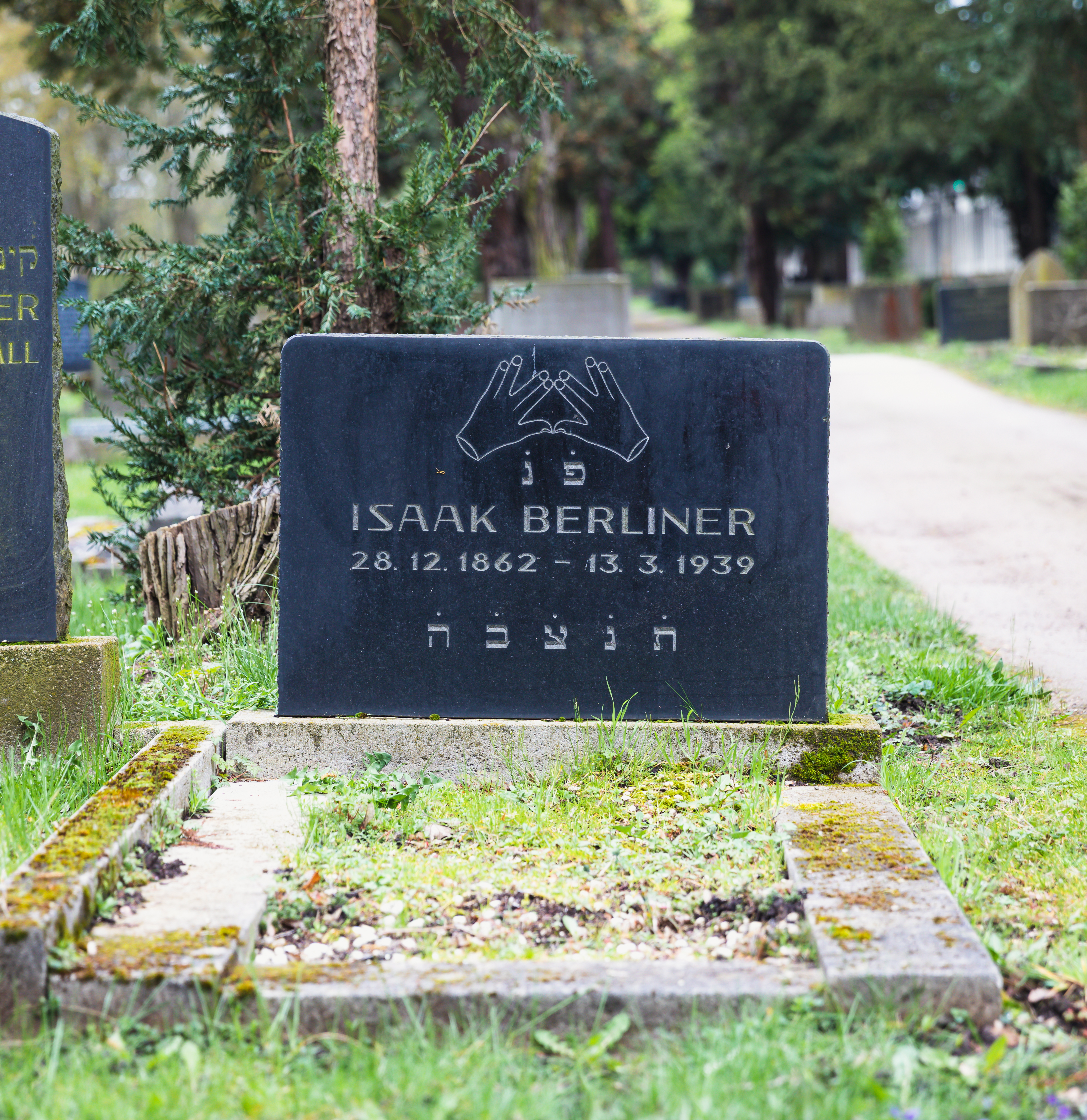
Stein auf dem Grab von Berliners Vater Isaak in Köln-Bocklemünd (1862–1939)

Ernst (Isidor) Berliner (geboren 25. Januar 1891 in Köln; gestorben 19. August 1977 in Miami) war ein deutsch-US-amerikanischer Radsportmanager und Sportjournalist.

## Biographie
Ernst Berliner wurde als Isidor Berliner in Köln geboren. Er war ein Sohn des Schuhmachers Isaac (auch Isaak) Berliner und dessen Frau Eva, geborene Levi, und hatte sieben Geschwister, von denen sechs später in deutschen Konzentrationslagern ermordet wurden. Er wuchs in der Alexianerstraße im sogenannten „Griechenmarktviertel“ auf, einem damals fast rein jüdischen Viertel in der Kölner Innenstadt. Später – der genaue Zeitpunkt ist unbekannt – nahm er den Vornamen „Ernst“ an. Bis nach dem Ersten Weltkrieg war er als Radsportler aktiv; das erste Rennen, bei dem er startete, war Rund um Köln. 1912 wurde er auf der Stadtwaldbahn Kölner Stadtmeister. Nach dem Ende seiner aktiven Laufbahn als Rennfahrer arbeitete Berliner auch als Radsportmanager und Journalist.
Im Ersten Weltkrieg diente Berliner als Soldat und erlitt ein Kriegstrauma. Im Hauptberuf war Berliner Polsterer und hatte ab Mitte der 1920er Jahre eine Werkstatt mit zeitweise bis zu elf Angestellten in der Sternengasse 25, wo sich bis 1900 der Jabacher Hof befunden hatte. Eine Spezialität des kleinen Unternehmens war die Fertigung von Schlafcouchs. Am 27. Mai 1927 heiratete er Erna Schwarz (geboren 1897), zwei Jahre später wurde die gemeinsame Tochter Dorothea, genannt Doris, geboren.
Als Manager betreute Berliner die besten Fahrer aus Köln und darüber hinaus, darunter Gottfried Hürtgen, Viktor Rausch, Mathias Engel und Paul Krewer sowie die Schweizer Gebrüder Suter. Nachdem der Kölner Amateur-Weltmeister von 1932, Albert Richter, kurz nach seinem WM-Sieg Profi geworden war, übernahm er auch dessen Betreuung. Zwischen den beiden Männern entwickelte sich eine Vater-Sohn-Beziehung.
Nach der „Machtergreifung“ durch die Nationalsozialisten und der folgenden Gleichschaltung des Bundes Deutscher Radfahrer im April 1933 war für Berliner eine Tätigkeit als Radsportmanager in Deutschland nicht mehr möglich, da er als Jude keine Lizenz vom Verband erhielt. Richter hielt jedoch an seiner Verbindung zu Berliner fest, privat wie beruflich.
Im September 1937 floh die Familie Berliner in die Niederlande und wohnte zunächst im limburgischen Hulsberg. Ernst Berliner hatte zuvor vorsorglich einen Teil seiner Ersparnisse in die Niederlande transferiert. Er betreute dortige Radsportler und betätigte sich erneut als Polsterer. Im August 1938 zog er mit Frau und Tochter nach Amsterdam, wo Doris Berliner dieselbe Schulklasse wie Anne Frank besuchte. Einige Zeit wohnte Berliners alleinstehende Schwester Auguste bei der Familie.
Aus den Niederlanden managte Berliner weiterhin Albert Richter bei Starts außerhalb von Deutschland. Bei den UCI-Bahn-Weltmeisterschaften 1938, im Olympiastadion Amsterdams, traten sie gemeinsam auf, obwohl sich das für Richter hätte nachteilig auswirken können. Richter wurde am 2. Januar 1940, nachdem er wegen Devisenschmuggels an der Grenze zur Schweiz festgenommen worden war, tot in seiner Zelle im Gefängnis von Lörrach gefunden, vermutlich von der Gestapo ermordet. 1959 schrieb Berliner in einem Brief an den DDR-Sportjournalisten Adolf Klimanschewsky: „Was ich […] in den schmachvollen Jahren der Bedrängnis und Verfolgung durch das unselige Regime zu erdulden hatte, war nichts zum Vergleich zu dem fast körperlichen Schmerz, der mir durch den Mord an Albert Richter zugefügt wurde.“
Nach der deutschen Besetzung der Niederlande im Mai 1940 musste die Familie Berliner untertauchen; sie fand Unterschlüpfe in Amsterdam und Zaanstad. Mehrfach musste sie ihr Versteck wechseln, und die Tochter wurde getrennt von den Eltern untergebracht. Ernst Berliner engagierte sich, mit falschen Papieren ausgestattet, im Widerstand und unterstützte andere verfolgte Menschen, ob jüdisch oder nicht, auch finanziell; die schwarzhaarige Doris Berliner, die vom Aussehen her auch aus Niederländisch-Indien hätte stammen können, verteilte Flugblätter. Als die Front näherrückte, wurde Berliner aufgrund seiner eigenen Erinnerungen aus dem Ersten Weltkrieg zunehmend ängstlich und depressiv, verließ die Untertauchwohnung und wanderte umher. Der Mann, der ihn beherbergte, stieß einmal seine Pfeife in Berliners Rücken und gab aus Sorge um ihn vor, ihn zu erschießen, falls er nicht zurückkehre.
Ernst Berliners Schwester Auguste, die zeitweilig bei der Familie in Amsterdam gelebt hatte, wurde am 30. November 1943 in Majdanek ermordet. Bis auf einen Bruder, Theodor, fand die gesamte Familie von Berliner – seine Mutter, sechs Geschwister, Nichten und Neffen – in Konzentrations- und Vernichtungslagern den Tod. Vater Isaac Berliner war schon 1939 verstorben und liegt auf dem Jüdischen Friedhof in Köln-Bocklemünd begraben.
Ernst, Erna und Doris Berliner überlebten die Besatzungszeit und zogen nach Amsterdam zurück. Obwohl sie jüdisch waren und verfolgt wurden, wurden sie als „feindliche Staatsangehörige“ (vijandelijke onderdanen) eingestuft und ihre Konten gesperrt. Schließlich wanderte die Familie 1947 in die Vereinigten Staaten aus; zuvor besuchte Ernst Berliner noch die Familie, von der er versteckt worden war. Den Eltern von Albert Richter schrieb er: „Es ist ein großer Verlust für Sie, auf Albert jetzt verzichten zu müssen, aber auch ein großer Verlust für Deutschland, ich meine für das freie neue Deutschland, denn keiner anderer als Ihr Sohn Albert wäre berufener gewesen, die sportlichen Beziehungen international wieder herzustellen. […]“ Richters „freie, antifaschistische Auffassung“ werde von Rennfahrern aus anderen Ländern gewürdigt. Bei einem Besuch Berliners bei den Eltern von Richter entnahm er deren Schlafcouch, die bei ihm gefertigt worden war, auf der Rückseite Papiere; die Richters vermuteten, dass diese die Pläne für den Bau der Couchs waren.
In den USA wohnten die Berliners in New York und Umgebung, dann zog die Familie nach Miami. Berliners einziger noch überlebender Bruder, Theodor, dessen Frau und zwei kleinen Söhne in der NS-Zeit ermordet worden waren, emigrierte nach dem Krieg über Shanghai ebenfalls in die USA. Ernst Berliner fand zunächst in einer Fabrik Arbeit, baute sich dann erneut eine Existenz als Polsterer auf und managte auch bald wieder Radrennfahrer, wie etwa die Schweizer Hugo Koblet und Walter Diggelmann bei ihren Sechstage-Starts in den USA. Zudem arbeitete er als Sportjournalist für die Zeitung Deutscher Herold. Da er vier Sprachen – Deutsch, Englisch, Niederländisch und Hebräisch – beherrschte, entsandte ihn der US-amerikanische Radsportverband zu Sitzungen des Weltradsportverbandes UCI.
Ernst Berliner starb 1977 in Miami, sieben Jahre nach seiner Ehefrau Erna. Die 1929 geborene Doris Berliner, verheiratete Markus, verstarb 80-jährig in Kalifornien. In den 1990er Jahren kehrte sie erstmals nach Köln zurück, um sich für die Recherchen zum Buch Der vergessene Weltmeister interviewen zu lassen.
Für Berliners Schwester Rosa Herz und deren Ehemann Martin (Friedrichstr. 40) sowie für seine Schwägerin Meta (Alexianerstr. 34) wurden in Köln Stolpersteine verlegt.

## Der Tod Albert Richters: Versuche der Aufklärung
In den Jahren nach dem Krieg reiste Ernst Berliner wiederholt in seine Heimatstadt Köln, vor allem mit dem Ziel, den Tod seines Schützlings Albert Richter aufzuklären. Die Tochter seines früheren Rennfahrer-Kollegen Jean Küster, Barbara Ostertag: „Er war wie besessen davon.“ Richter war am 31. Dezember 1939 bei dem Versuch, für einen jüdischen Freund aus Köln namens Schweizer, Geld in die Schweiz zu bringen, an der Grenze festgenommen worden. Da die Zollbeamten nach Augenzeugenberichten ganz gezielt die Reifen, in denen das Geld versteckt war, aufgeschnitten hatten, lag der Verdacht der Denunziation nahe. Am 2. Januar 1940 wurde er tot in seiner Gefängniszelle in Lörrach aufgefunden. Offiziell hieß es, er habe Selbstmord begangen, doch wurde vermutet, er sei von der Gestapo ermordet oder durch Folter in den Selbstmord getrieben worden.
In Briefen verdächtigte Berliner die Rennfahrer Peter Steffes und Werner Miethe des Verrats: „Der einzige außer mir, der wußte, dass Richter den Betrag […] hatte, war Peter Steffes, der meines Erachtens aus Schwatzhaftigkeit dieses an Miethe weitergegeben hat. […] Steffes […] ein früherer Schützling und Freund, war er später an mir ein Verräter. Ich traue ihm dasselbe an seinem Freund Richter zu.“ Bei seinen Nachforschungen fand Berliner heraus, dass Miethe ein V-Mann der Gestapo gewesen sei und gemeinsam mit Steffes, der jetzt in Köln auf großem Fuße lebe, mit Schmuggelgut und jüdischem Besitz gehandelt habe. In Köln erhielt er indes keine Unterstützung bei seinen Nachforschungen, im Gegenteil: Aus dem Kreis der Radrennfahrer wurde ihm eine Mitschuld an Richters Tod angelastet, da fälschlicherweise angenommen wurde, Richter habe das Geld für Berliner schmuggeln sollen; dabei hatte Berliner Richter noch gewarnt, das Geld in die Schweiz mitzunehmen. Diese Vorwürfe hätten ihn „fast krank“ gemacht, so Ostertag, dennoch sei er entschlossen geblieben, die Umstände von Richters Tod zu klären.
Im Februar 1966 erstattete Ernst Berliner von Miami aus Anzeige gegen Unbekannt wegen eines Tötungsdelikts „zum Nachteil des ehemaligen Radrennfahrers Albert Richter“. Peter Steffes benannte er als Denunzianten. Im November des Jahres stellte der zuständige Kriminalrat in Lörrach fest, was zu klären sei: „Mord oder erzwungener Selbstmord.“ Außerdem regte er intensivere Zeugenbefragungen an, da die Akten in Lörrach größtenteils nicht mehr existierten. Die befragten Zeugen konnten nur aufgrund von Hörensagen aussagen oder wären, sollte es sich um einen Fall von Vertuschung gehandelt haben, selbst darin verstrickt gewesen. Die ermittelnde Staatsanwaltschaft bezog sich auf die Akten von 1939 und 1940, deren Feststellungen, dass Richter ohne Einfluss von außen Selbstmord begangen habe, von den damals Beteiligten bestätigt wurden. Am 15. Mai 1967 wurde das Ermittlungsverfahren eingestellt, da die behauptete Todesursache (Tod durch Erhängen) „die wahrscheinlichste“ sei.

## Film und Ehrung
2018 hatte der Film Tigersprung von Boaz Kaizman, Peter Rosenthal und Marcus Seibert Premiere. Der Film im Stil eines
Graphic-Novel-Dokumentarfilms stellt die Besuche Berliners im Nachkriegs-Köln nach. Der Schauspieler Jörg Ratjen verleiht Berliner eine Stimme. An den Vorbereitungen zum Film war auch Berliners Urenkel Sam Alter beteiligt, der dafür aus den USA nach Köln gekommen war. Im Oktober 2018 wurde der Film mit der Goldenen Kurbel des International Cycling Film Festivals in Herne ausgezeichnet. Zudem wurde bei diesem Festival erstmals der Preis Souvenir Albert Richter an den besten Radsportfilm vergeben.
Im Januar 2021 wandte sich eine Kölner Initiative aus Radsportlern und Lokalpolitikern mit der Forderung einer doppelten Würdigung von Albert Richter und Ernst Berliner an die Öffentlichkeit: Der Platz vor dem Kölner Radstadion solle nach Ernst Berliner und das Radstadion nach Albert Richter benannt werden. Am 9. November 2021 entschied der Rat der Stadt Köln nahezu einstimmig, diesen Anträgen zu folgen.

## Stolpersteine für die Familie

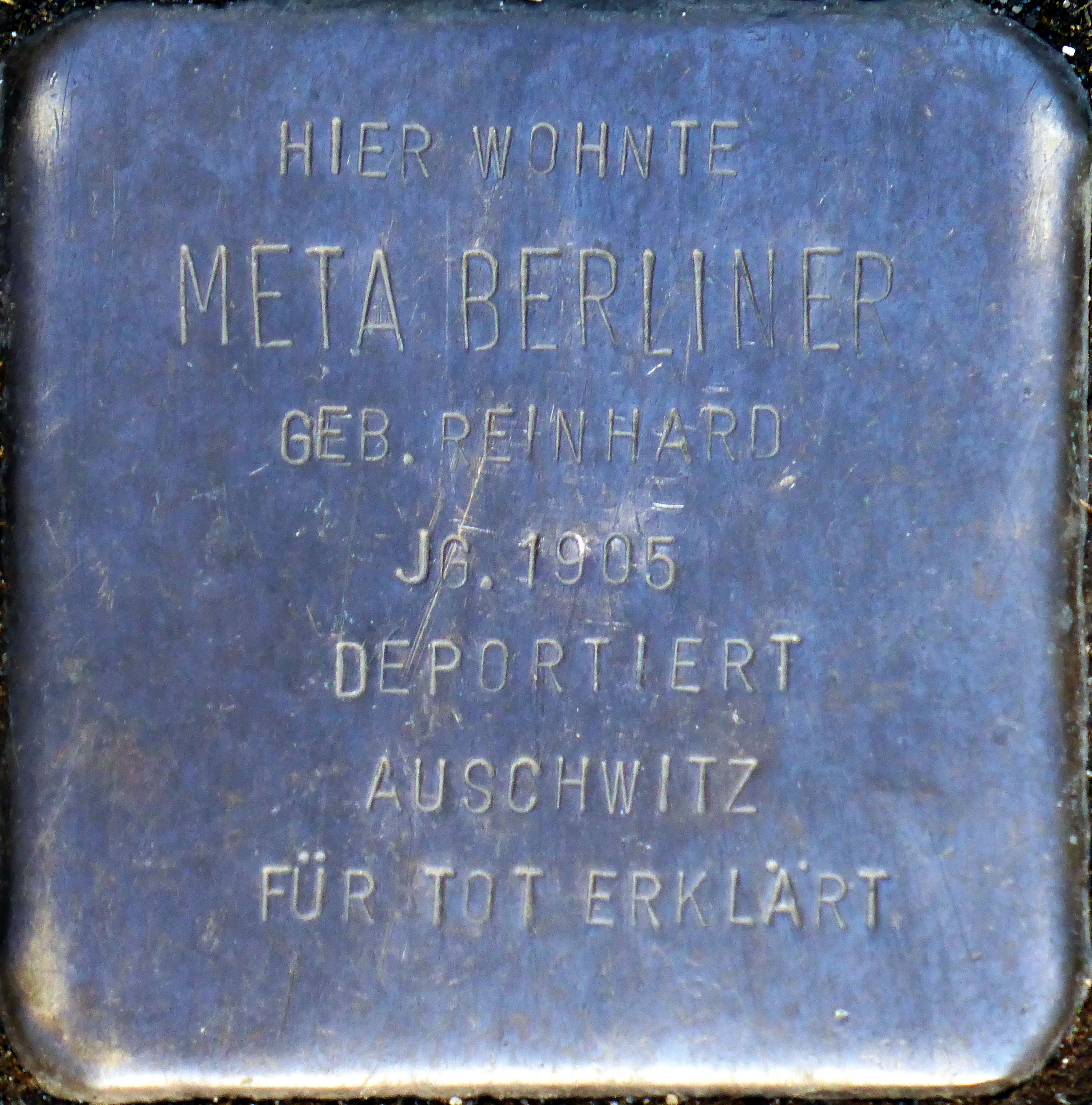
Stolperstein für Berliners Schwägerin Meta
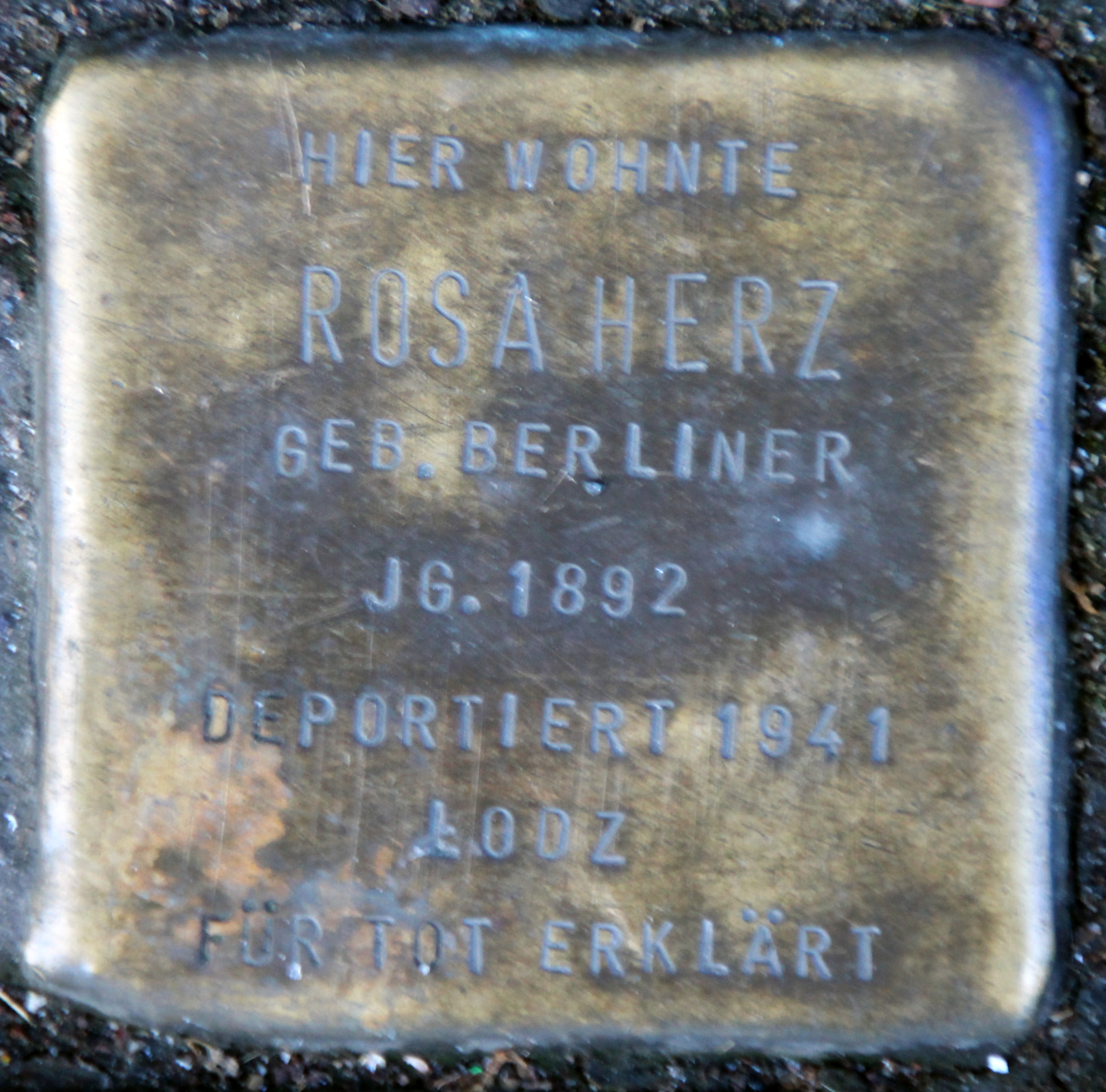
Stolperstein für Berliners Schwester Rosa Herz
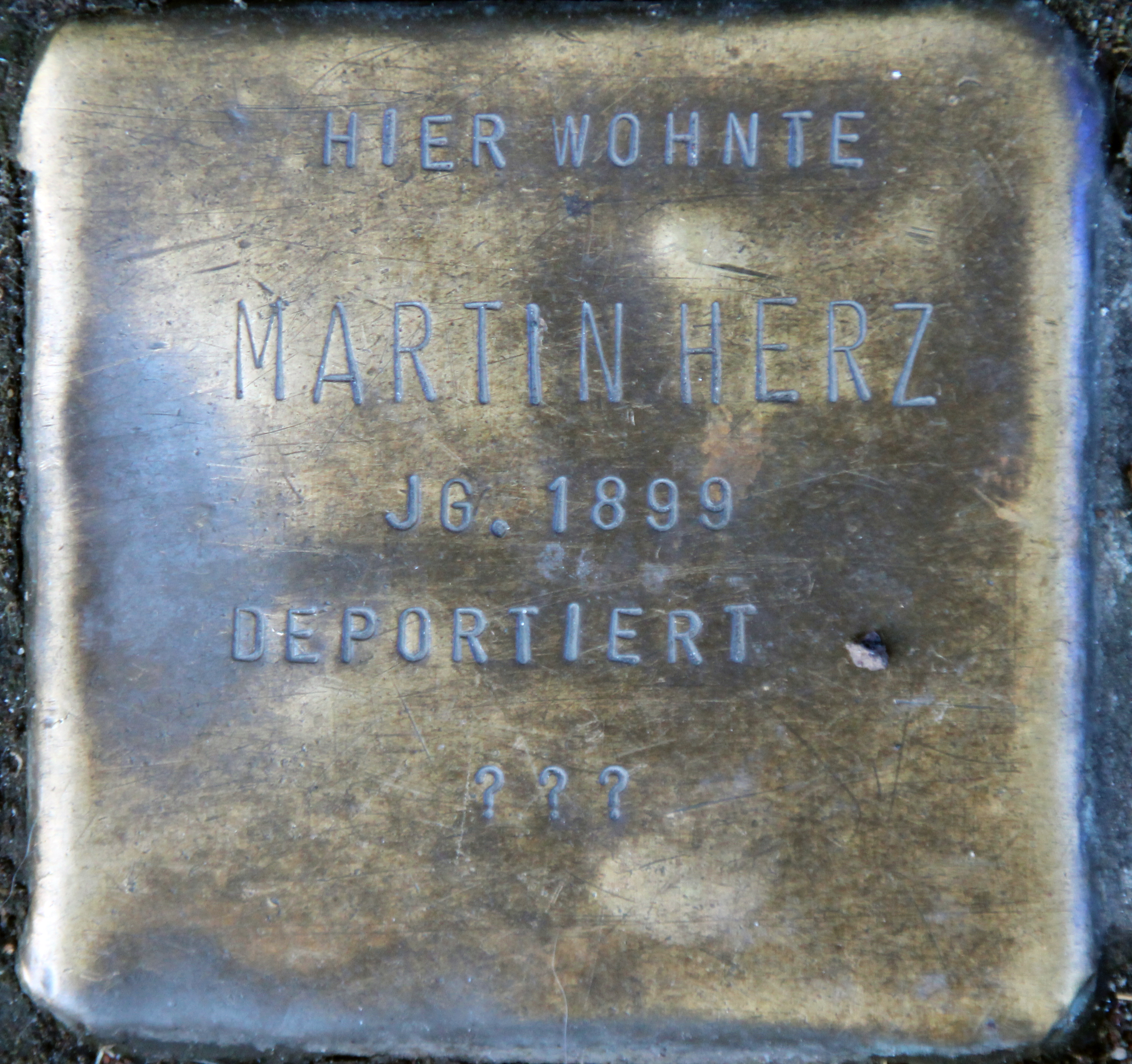
… und für ihren Mann Martin Herz